# Marc Bartra
Marc Bartra Aregall (Sant Jaume dels Domenys, 15 de janeiro de 1991) é um futebolista espanhol que atua como zagueiro. Atualmente joga pelo Betis.

## Clubes

### Barcelona
Bartra chegou na base do Barcelona, La Masia, com onze anos de idade, vindo do clube rival da mesma cidade Espanyol. Em 2009, após algumas promoções chegou ao Barcelona B. Estreou pela equipe principal em 14 de fevereiro de 2010 contra o Atlético de Madrid.

### Borussia Dortmund
Em 3 de junho de 2016 o Borussia Dortmund anunciou sua contratação até 30 de junho de 2020.

### Real Betis
Em 30 de janeiro de 2018 o Borussia Dortmund anunciou sua venda ao clube espanhol Real Betis, equipe na qual assinou contrato de cinco temporadas. O Betis procurava uma nova opção de zagueiro após perder Miguel Layún, jogador que pertence ao Porto e acabou emprestado ao Sevilla, seu maior rival.

## Seleção Nacional
Em 2011, foi o capitão da Seleção Espanhola Sub-20 no Campeonato Mundial Sub-20 de 2011. Pela principal debutou em 8 de setembro de 2014 em partida válida pela Qualificação para o Campeonato Europeu de Futebol de 2016 contra a Macedônia. Já o havia feito em partida amistosa contra Guiné Equatorial em 16 de novembro de 2013, porém a FIFA não a considerou oficial.
Foi convocado para a disputa da Eurocopa de 2016.

## Títulos
Barcelona
- La Liga: 2009–10, 2010–11, 2012–13, 2014–15, 2015–16
- Liga dos Campeões da UEFA: 2010–11, 2014–15
- Copa do Rei: 2011-12, 2014–15, 2015–16
- Supercopa da UEFA: 2015
- Copa do Mundo de Clubes da FIFA: 2011 e 2015[7]

Borussia Dortmund
- Copa da Alemanha: 2016-17

Real Betis
- Copa do Rei: 2021–22

Seleção Espanhola
- Eurocopa Sub-21: 2013

### Prêmios individuais
- Equipe do torneio do Campeonato Europeu Sub-21 de 2013